# Damascus (Wirginia)
Damascus – miasto w Stanach Zjednoczonych, w stanie Wirginia, w hrabstwie Washington.